# 切内塞利
切内塞利是意大利威尼托大区罗维戈省的一个镇，人口约1800人（2004年）。